# الصهاليل (جبل)
الصهاليل هي جبال واقعة في شرق محافظة هروب في شمالي شرق منطقة جازان في المملكة العربية السعودية.